# Томская областная детско-юношеская библиотека
Томская областная детско-юношеская библиотека — специализированная библиотека Томской области для детей и юношества. Основана в 1991 году в результате объединения областной юношеской библиотеки и областной детской библиотеки. С 2004 года под современным названием. 
В настоящее время крупнейший в области информационно-культурный центр чтения, творчества, досуга, предоставляющий широкий спектр услуг, основанных на применении современных технологий; информационно-культурная площадка для молодого поколения, родителей, педагогов; методический и ресурсный центр по вопросам обслуживания детей и юношества для муниципальных библиотек области, а также специализированная центральная библиотека (статус закреплен Законом Томской области «О библиотечном деле и обязательном экземпляре документов» (гл. 2, ст.5)).
Библиотеке присвоены статусы: Центр этнокультурного образования, Базовый центр первого уровня в области экологического образования и просвещения населения Томской области, Представитель Центра безопасного Интернета в России на территории Томской области.
Фонд библиотеки — универсальное собрание классической и популярной литературы, справочных изданий, периодики — более 242 тыс. экземпляров. С 1997 года ведутся электронные каталоги «Книги», «Периодика». Объем каталогов составляет более 400 тыс. библиографических записей. В 2008 году создана электронная библиотека, которая содержит несколько коллекций полнотекстовых документов.
Библиотека — член НП «Ассоциированные Региональные Библиотечные Консорциумы» (АРБИКОН) и участница проектов АРБИКОН «Межрегиональная аналитическая роспись статей» (МАРС), «Межбиблиотечный абонемент» (МБА).
На сайте библиотеки действует виртуальная справочная служба для предоставления пользователям оперативной информации, электронная доставка документов, доступ к электронным ресурсам российских библиотек, к порталу Госуслуг и электронным правовым базам.

## Проекты библиотеки по продвижению книги и чтения, развитию детско-юношеского творчества
- «Читаем всей семьей» — областной конкурс на лучшую читающую семью в Томской области.
- «Читаем вместе, читаем вслух!» — социокультурный проект по продвижению чтения.
- «Устами детей говорит мир» — международный фестиваль-конкурс детского и молодежного литературного творчества.
- «Россия, Родина моя!» — областной конкурс историко-поисковых, исследовательских и литературных работ.
- «Люблю Отчизну я!» — областной Лермонтовский конкурс гражданско-патриотической поэзии.
- «Эко-перезагрузка» — областной конкурс творческих работ по продвижению экокультуры среди детей и молодежи.
- «Я, финансы, мир» — областной конкурс литературных, исследовательских и журналистских работ.
- «Легенды и сказки земли сибирской» — областной конкурс творческих работ.